# Musca interpunctionis
Musca interpunctionis là một loài ruồi trong họ Tachinidae.